# Théâtre de la Madeleine
Le théâtre de la Madeleine est une salle de spectacle située 19, rue de Surène dans le 8e arrondissement de Paris (métro Madeleine).

## Histoire
Construit en 1924 à l'emplacement d'un manège de chevaux par Robert Trébor et André Brûlé, son premier grand succès vient dès l'année suivante avec la première pièce de Marcel Pagnol : Les Marchands de gloire.
De 1930 à 1944, le théâtre de la Madeleine devient le théâtre attitré de Sacha Guitry. André Roussin en est le directeur, avec Benoît-Léon Deutsch, de 1955 à 1965.
Nadine Farel en est l'administratrice entre 1965 et 1980
Simone Valère et Jean Desailly prennent la direction du théâtre en 1980 jusqu'en 2002, auxquels succèdent Frédéric Franck et Stéphane Lissner.
En 2010, 50 théâtres privés de Paris réunis au sein de l’Association pour le soutien du théâtre privé (ASTP) et du Syndicat national des directeurs et tourneurs du théâtre privé (SNDTP), dont fait partie le théâtre de la Madeleine, décident de se renforcer grâce à une nouvelle enseigne, symbole du modèle historique du théâtre privé : les « Théâtres parisiens associés »
Le 24 janvier 2011, le théâtre est racheté par Jean-Claude Camus. Fin 2015, Dominique Bergin et Michel Lumbroso s'associent avec 3S Entertainment (groupe Fimalac) pour reprendre la salle, dont ils confient la direction artistique à Philippe Lellouche.

## Programmation

### Direction Simone Valère et Jean Desailly
- La Mémoire courte d'Yves Jamiaque, mise en scène Jean-Luc Moreau (24/09/1980-9/11/1980)
- Siegfried de Jean Giraudoux, mise en scène Georges Wilson (19/11/1980-29/3/1981)
- Frédéric Chopin de Mario Reinhard, mise en scène Michel Bertay, montage de textes (17/11/1980-28/3/1981)
- Arsenic et vieilles dentelles de Joseph Kesselring (9/4/1981-4/10/1981)
- Du vent dans les branches de sassafras de René de Obaldia (22/10/1981-29/4/1982), mise en scène de Jacques Rosny avec Jean Marais
- L'Alouette de Jean Anouilh (18/6/1982-11/9/1982)
- Sodome et Gomorrhe de Jean Giraudoux (25/9/1982-4/12/1982)
- La Dixième de Beethoven de Peter Ustinov (17/12/1982)
- L'Amour fou d'André Roussin, mise en scène Michel Bertay (27/5/1983-18/9/1983)
- Les Serpents de pluie de Per Olov Enquist (28/10/1983-12/2/1984)
- Rhinocéros d'Eugène Ionesco (25/2/1984-8/4/1984)
- Les Œufs de l'autruche d'André Roussin (21/4/1984-10/8/1984)
- Un Otage de Brendan Behan (29/9/1984-1/1/1985)
- L'Ouest, le vrai de Sam Shepard (17/1/1985-23/3/1985)
- Les Œufs de l'autruche d'André Roussin (2/4/1985-8/6/1985)
- De Saxe, roman (Printemps du Théâtre 1985) (14/6/1985-22/6/1985)
- Comme de mal entendu de Peter Ustinov (11/9/1985)
- Le Silence éclate de Stephen Poliakoff (13/9/1986-9/11/1986)
- Deux sur la balançoire de William Gibson (22/11/1987-1/3/1987)
- Dis-moi, Blaise de Blaise Cendrars (14/3/1987-9/4/1987)
- Antigone de Jean Anouilh (18/4/1987-28/6/1987)
- Les Pieds dans l'eau de Michel Lengliney (23/9/1987-6/3/1988)
- Au bord du lit de Guy de Maupassant (22/3/1987-21/5/1988)
- La Foire d'empoigne de Jean Anouilh (8/9/1988-11/5/1989)
- Port-Royal d'Henry de Montherlant (7/9/1989-14/1/1990)
- Comme tu me veux de Luigi Pirandello (13/2/1990-1/4/1990)
- 1, place Garibaldi de Jean-Claude Penchenat (4/5/1990-10/6/1990)
- Les Sept Miracles de Jésus et La Pêche miraculeuse aux 153 poissons d'Henri Tisot (1989/1990/1991)
- La Cerisaie d'Anton Tchekhov (15/9/1990-20/2/1991)
- N'écoutez pas, mesdames ! de Sacha Guitry (5/3/1991-30/6/1992)
- Long voyage vers la nuit d'Eugène O'Neill (3/9/1992-21/11/1992)
- Edwige Feuillère en scène, mise en scène Jean-Luc Tardieu (3/11/1992-14/2/1993)
- Monsieur Klebs et Rozalie de René de Obaldia (23/2/1993-17/4/1993)
- Atout Cœur de Maurice Germain (23/4/1984-28/8/1994)
- Le Cardinal d'Espagne d'Henry de Montherlant (17/9/1993-2/1/1994)
- Topaze de Marcel Pagnol (27/1/1994-25/6/1994)
- Rue de la Gaieté Offenbach de Michel Frantz (1/7/1994-28/8/1994)
- Le Bateau pour Lipaïa d'Alexeï Arbouzov (6/9/1994-1/1/1995)
- Le Médecin malgré lui de Molière
- L'Apollon de Bellac de Jean Giraudoux (12/1/1995-11/2/1995)
- Arsenic et vieilles dentelles de Joseph Kesselring (8/3/1995-30/9/1995)
- Scènes de la vie conjugale d'Ingmar Bergman (24/10/1995)
- Le Mal de mère de Pierre-Olivier Scotto (2/7/1996-26/1/1997)
- Quand Marie est partie d'Israël Horovitz (1/ 2/1997- 6/4/1997)
- La Mamma d'André Roussin (22/4/1997-26/7/1997)
- Don Juan d'Henry de Montherlant (2/9/1997-29/10/1997)
- Cher Menteur de Jerome Kilty (13/9/1997-1/3/1998)
- Le Cid de Corneille (17/3/1998-10/11/1998)
- Jacques et son Maître de Milan Kundera (20/11/1998-3/1/1999)
- Les Trente Millions de Gladiator d'Eugène Labiche (20/1/1999- 28/3/1999)
- L'Idiot d'après Dostoïevski (10/4/1999-27/6/1999)
- Étoiles de Pierre Laville (14/9/1999-31/10/1999)
- Fabrice Luchini, textes de Baudelaire, Nietzsche… (4/12/1999-11/3/2000)
- BCBG de Jean Bois (23/3/2000-28/5/2000)
- Le Squat de Jean-Marie Chevret (13/9/2000-24/6/2001)
- Robespierre de Gilles Langlois (23/10/2000-22/1/2001)
- La Maison du lac de Ernest Thompson, mise en scène Georges Wilson (11/9/2001-19/05/2002)

### Direction Frédéric Franck et Stéphane Lissner

#### Saison 2002-2003
- Le Limier

#### Saison 2003-2004
- Je me souviens
- Une pièce espagnole
- Appolinaire

#### Saison 2004-2005
- La Bête dans la jungle
- Doux oiseau de jeunesse de Tennessee Williams, avec Claudia Cardinale, Christophe Reymond, Bernard Verley
- Ta bouche, opérette de Maurice Yvain

#### Saison 2005-2006
- La Chèvre, ou Qui est Sylvia ? d’Edward Albee (titre original : The Goat, or Who is Sylvia? (2000)), avec Nicole Garcia, André Dussollier
- Love Letters de A. R. Gurney, avec Anouk Aimée, Philippe Noiret
- L'École des femmes de Molière, avec Coline Serreau
- La Maladie de la mort de Marguerite Duras, mise en scène Bérangère Bonvoisin, avec Fanny Ardant

#### Saison 2006-2007
- Blanc d'Emmanuelle Marie, mise en scène Zabou Breitman, avec Isabelle Carré, Léa Drucker
- Débats 1974-1981 Valéry Giscard d'Estaing-François Mitterrand, avec Jean-François Balmer, Jacques Weber
- La Danse de lort d'August Strindberg, mise en scène Hans Peter Cloos, avec Charlotte Rampling, Bernard Verley, Didier Sandre
- Le Talisman Balzac-Beethoven, mise en scène et adaptation Françoise Petit, avec Jean-François Balmer et le Quatuor Ludwig

#### Saison 2007-2008
- Entre autres avec Jean Rochefort
- Biographie sans Antoinette de Max Frisch, avec Thierry Lhermitte, Sylvie Testud
- Le Temps des cerises de Niels Arestrup, avec Eddy Mitchell, Cécile de France, Stéphan Wojtowicz
- Quartett de Heiner Müller, lecture, avec Jeanne Moreau, Sami Frey

#### Saison 2008-2009
- Elle t'attend de Florian Zeller, avec Lætitia Casta, Bruno Todeschini
- Serial Plaideur, de et avec Jacques Vergès
- Love Letters d'Albert Ramsdell Gurney, avec Anouk Aimée, Alain Delon
- Je t'ai épousé par allégresse de Natalia Ginzburg, mise en scène Marie-Louise Bischofberger, avec Valeria Bruni Tedeschi, Stéphane Freiss, Édith Scob
- L'Amante anglaise de Marguerite Duras, mise en scène Marie-Louise Bischofberger, avec Ludmila Mikaël, André Wilms, Ariel Garcia-Valdès

#### Saison 2009-2010
- Qui est monsieur Schmitt ? de Sébastien Thiéry, mise en scène José Paul et Stéphane Cottin, avec Richard Berry, Raphaëline Goupilleau, Chick Ortega
- Le Voyage de Victor de Nicolas Bedos, mise en scène de l'auteur, avec Guy Bedos, Macha Méril
- Une maison de poupée d'Henrik Ibsen, mise en scène Michel Fau, avec Audrey Tautou, Michel Fau, Pascal Elso
- Extinction de Thomas Bernhard, réalisation Blandine Masson et Alain Françon, avec Serge Merlin

#### Saison 2010-2011
- Nono de Sacha Guitry, mise en scène Michel Fau, avec Julie Depardieu, Michel Fau, Xavier Gallais, Brigitte Catillon
- Grand Écart de Stephen Belber, mise en scène Benoît Lavigne, avec Thierry Lhermitte, Valérie Karsenti, François Feroleto
- Diplomatie de Cyril Gély, mise en scène Stéphan Meldegg, avec André Dussollier, Niels Arestrup
- Fin de partie de Samuel Beckett, mise en scène Alain Françon, avec Serge Merlin, Jean-Quentin Châtelain (10 mai)

### Direction Jean-Claude Camus

#### Saison 2011-2012
- Diplomatie de Cyril Gély, mise en scène Stéphan Meldegg, avec André Dussollier et Niels Arestrup (1er octobre)

### Direction Dominique Bergin et Michel Lumbroso[2]

#### Saison 2015-2016
- Le Roi Lear de William Shakespeare, mise en scène Jean-Luc Revol
- Tout à refaire de Philippe Lellouche, mise en scène Gérard Darmon

#### Saison 2016-2017
- Jacques Daniel de Laurent Baffie, mise en scène Laurent Baffie
- L'Heureux Élu d'Éric Assous, mise en scène Jean-Luc Moreau avec Bruno Solo, Yvan Le Bolloc'h et Mélanie Page
- À ma place vous Feriez quoi ? de Julie Ferrier, mise en scène Julie Ferrier

#### Saison 2017-2018
- Faisons un rêve de Sacha Guitry, mise en scène Nicolas Briançon
- Le Temps qui reste de Philippe Lellouche, mise en scène Nicolas Briançon
- Moi non plus de Bertrand Soulier, mise en scène Philippe Lellouche
- Paprika de Pierre Palmade, mise en scène Jeoffrey Bourdenet, avec Victoria Abril et Jean-Baptiste Maunier  Saison 2018-2019 :
- Eric Dupond-Moretti - A la barre d'Eric Dupond-Moretti et Hadrien Raccah, mise en scène Philippe Lellouche
- L'Invitation de Hadrien Raccah, mise en scène Philippe Lellouche, avec Gad Elmaleh, Philippe Lellouche et Lucie Jeanne
- Ménopause, mise en scène Alex Goude

#### Saison 2019-2020
- Waly Dia - Ensemble ou rien, de et avec Waly Dia
- Trahisons d'après Harold Pinter, mise en scène Michel Fau

#### Saison 2021-2022
- Les Grandes Ambitions de Hadrien Raccah, mise en scène Philippe Lellouche
- La Femme qui danse, chorégraphie de Marie-Claude Pietragalla

#### Saison 2022-2023
- Le Tourbillon de et mis en scène par Francis Veber
- La Leçon, chorégraphie de Marie-Claude Pietragalla
- Michel Boujenah - Les Adieux des Magnifiques de et avec Michel Boujenah
- Suite Royale de Judith Elmaleh, mise en scène Bernard Murat, avec Elie Semoun et Julie De Bona
- Manu Payet - Emmanuel 2 de et avec Manu Payet

#### Saison 2023-2024
- Bungalow 21 d'Eric Emmanuel-Schmitt, mise en scène Jérémie Lippmann
- En ce temps-là, l'amour de Gilles Ségal, mise en scène Christophe Gand, avec David Brécourt
- Laurent Baffie se pose des questions de et avec Laurent Baffie
- Philippe Lellouche - Stand Alone de et avec Philippe Lellouche
- Le Vertige d'Hadrien Raccah, mise en scène Serge Postigo
- Secret.s de Sébastien Blanc, mise en scène Jean-Luc Moreau, avec Patrick Chesnais et Laurent Gamelon